# Miconia furfuracea
Miconia furfuracea är en tvåhjärtbladig växtart som först beskrevs av Vahl, och fick sitt nu gällande namn av August Heinrich Rudolf Grisebach. Miconia furfuracea ingår i släktet Miconia och familjen Melastomataceae. Inga underarter finns listade i Catalogue of Life.